# Безруков, Владимир Максимович
Влади́мир Макси́мович Безру́ков (7 ноября 1934 — 14 августа 2007) — специалист в области хирургической стоматологии, заслуженный деятель науки РФ, член-корреспондент РАМН, доктор медицинских наук, профессор.

## Биография
В 1957 году окончил Ленинградский стоматологический медицинский институт.
С 1958 года — в клинической ординатуре Центрального института травматологии и ортопедии (ЦИТО), где прошёл подготовку по различным разделам травматологии и хирургии. По окончании ординатуры в течение двух лет работал в Новосибирском медицинском институте (младшим научным сотрудником, заведующим стоматологическим отделением и ассистентом кафедры госпитальной хирургии).
С 1962 года учился в аспирантуре на кафедре госпитальной хирургической стоматологии Московского медицинского стоматологического института (ММСИ), где защитил кандидатскую диссертацию на тему «Врождённые кисты и свищи околоушной области и шеи»: с сентября 1965 года — ассистент, с 1969 года — доцент этой кафедры; одновременно работает в должности заместителя декана, а затем — декана стоматологического факультета ММСИ.
1971—1987 гг. — ведёт научную работу в Центральном научно-исследовательском институте стоматологии (ЦНИИС) в должности старшего научного сотрудника хирургического отдела института и, по совместительству, работает в отделении стоматологии ВОЗ в Женеве (1975—1980); при этом в 1980—1987 гг. был заведующим научно-клиническим отделом ЦНИИС. В 1981 году защитил докторскую диссертацию «Клиника, диагностика и лечение врождённых деформаций средней зоны лицевого скелета».
1987—1988 гг. — профессор кафедры стоматологии 1-го Московского медицинского института имени И. М. Сеченова.
В 1988 году назначен первым заместителем генерального директора вновь созданного ВНПО «Стоматология»; в этом же году получил первую премию имени А. И. Евдокимова РАМН (за цикл научных работ «Новые принципы восстановления функции денервированных органов»).
1991—2004 гг. — возглавляет Центральный научно-исследовательский институт стоматологии.
С 2004 года — научный консультант дирекции ЦНИИС.
В 1997 году избран членом-корреспондентом РАМН.
Автор более 230 научных работ.

## Награды
- Почётное звание «Заслуженный деятель науки Российской Федерации» (2000) — за заслуги в научной деятельности[1]

## Публикации
Источник информации — электронный каталог РНБ:
1. Деформации лицевого черепа / под ред. чл.-корр., проф. РАМН В. М. Безрукова и проф. Н. А. Рабухиной. — Москва: МИА, 2005. — 311 с.: — 1500 экз. — ISBN 5-89481-317-4.
2. Восстановительная хирургия челюстно-лицевой области: [Сб. ст.] / ЦНИИ стоматологии; АО «Стоматология»; [Редкол.: В. М. Безруков (отв. ред.) и др.]. — М.: ЦНИИС: Стоматология, 1995. — 202 с.; — 1000 экз.
3. Деформации лицевого черепа. — М.: Медицина, 1981. — 235 с.: На обороте тит. л. авт.: Х. А. Каламкаров, проф., Н. А. Рабухина, д. м. н., В. М. Безруков, доц. — 7000 экз.

### Руководства для врачей и учебные пособия
1. Руководство по хирургической стоматологии и челюстно-лицевой хирургии: В 2 т. / [Федер. программа книгоизд. России]; Под ред. чл.-корр. РАМН В. М. Безрукова, проф. Т. Г. Робустовой. — 2-е изд., перераб. и доп. — М.: Медицина, 2000. Загл. 1-го изд.: Руководство по хирургической стоматологии. Т 2. — 487 с. — 5000 экз. — ISBN 5-225-04396-8 (В пер.).
2. Амбулаторная хирургическая стоматология: Соврем. методы: [Рук. для врачей] / В. М. Безруков, Л. А. Григорьянц, Н. А. Рабухина, В. А. Бадалян. — М.: Мед. информ. агентство, 2002. — 75 с. — 3000 экз. — ISBN 5-89481-128-7.
3. Амбулаторная хирургическая стоматология: Соврем. методы: [Рук. для врачей] / В. М. Безруков, Л. А. Григорьянц, Н. А. Рабухина, В. А. Бадалян. — 2-е изд., стер. — М.: Мед. информ. агентство (МИА), 2004 (ОАО Тип. Новости). — 75 с., — 3000 экз. — ISBN 5-89481-226-7.
4. Использование металлоконструкций в черепно-лицевой хирургии: Пособие для врачей / ЦНИИ стоматологии М-ва здравоохранения Рос. Федерации; [В. М. Берзуков и др.]. — М.: ГЭОТАР-МЕД, 2003. — 9 с.: 500 экз. — ISBN 5-9231-0361-3.
5. Использование имплантационных материалов в черепно-челюстно-лицевой хирургии: пособие для врачей / М-во здравоохранения и социал. развития Рос. Федерации, ЦНИИ стоматологии; [чл.-кор. РАМН В. М. Безруков и др.]. — Москва: ГЭОТАР-МЕД: ЦНИИ стоматологии МЗ РФ, 2004. — 11 с.; 300 экз.
6. Субпериостальная имплантация при значительной атрофии костной ткани челюстей: пособие для врачей / М-во здравоохранения и социал. развития Рос. Федерации, ЦНИИ стоматологии; [чл.-кор. РАМН В. М. Безруков и др.]. — Москва: ГЭОТАР-МЭД: ЦНИИ стоматологии МЗ РФ, 2004. — 8c. — 300 экз.
7. Заболевания височно-нижнечелюстного сустава: Учеб. пособие: Для студентов мед. вузов / В. М. Безруков, В. А. Семкин, Л. А. Григорьянц, Н. А. Рабухина. — М.: ГЭОТАР-МЕД, 2002. — 45 с. — 1000 экз. — ISBN 5-7249-0744-5 (РМАПО). — ISBN 5-9231-0262-6 (ГЭОТАР-МЕД).